# Coussergues
Coussergues är en kommun i departementet Aveyron i regionen Occitanien i södra Frankrike. Kommunen ligger  i kantonen Laissac som ligger i arrondissementet Rodez. År 2018 hade Coussergues 254 invånare.

## Befolkningsutveckling
Antalet invånare i kommunen Coussergues
Referens: INSEE